# هم‌نام (زبان‌شناسی)

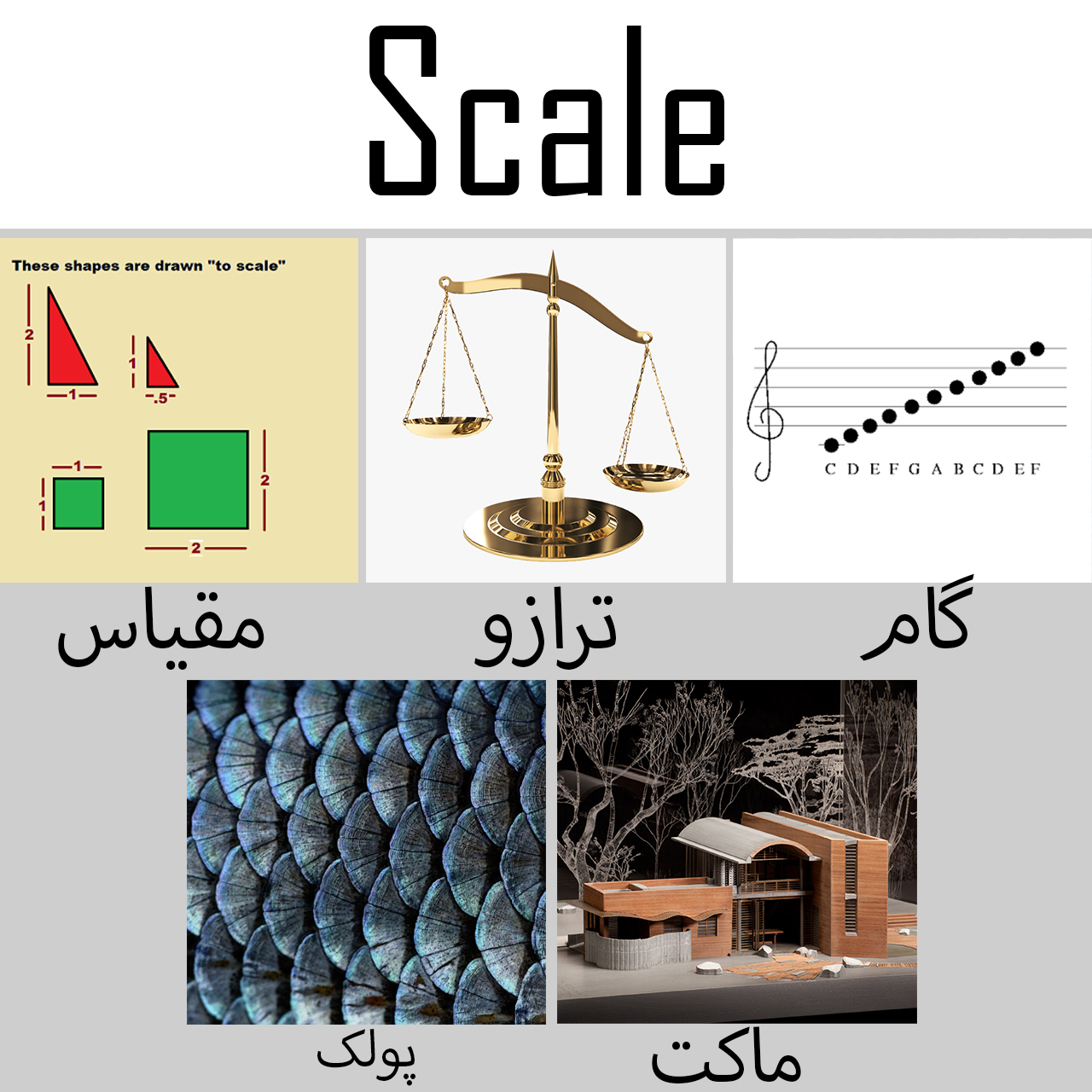
واژه Scale در زبان انگلیسی پنج معنای متفاوت دارد.

هم‌نام (به انگلیسی: Homonym) یا اشتراک لفظ اصطلاحی در زبان‌شناسی است و به واژه‌هایی اشاره دارد که یا هم‌نگاره (یعنی واژه هایی که املای مشابه دارند ولی به روش متفاوتی تلفظ می شوند — مثل مِلْک و مَلَک و مَلِک و مُلْک) یا هم‌آوا هستند (واژه‌هایی که تلفظ مشترک دارند، ولی املای آنها متفاوت است، مثل: خوار، خار - خورده، خرده - خاستن، خواستن) یا هر دو.
این پدیده در زبان‌های پیشرفتهٔ امروزی دیده می‌شود و در زبان‌های اولیه وجود نداشته است. برای نمونه می‌توان به لفظ «شیر» در فارسی اشاره کرد که ممکن است به یک ابزار ساختمانی، یک نوشیدنی، یا یک حیوان اشاره داشته باشد. معانی لفظ مشترک ممکن است ضد هم یا نزدیک به هم باشند، با این وجود همواره از هم متفاوتند.
دلایل اصلی به وجود آمدن اشتراک لفظی در زبان‌ها عبارتند از:
1. دگرگونی مفاهیم معنایی و زایش مفاهیم جدید از آن‌ها که در نتیجهٔ پویایی زبان رخ می‌دهد.[۵]
2. تداخل لهجه‌ها[۶]
3. استعاره[۷]

## مترادف
- چندمعنایی
- هم‌آوا
- هم‌نگاره